# Partito Democratico dell'Artsakh
Il Partito Democratico dell'Artsakh (in armeno Արցախի ժողովրդավարական կուսակցություն, Artsakhi Demokratakan Kusaktsutyun, AZhK) è un partito politico della repubblica dell'Artsakh (fino al 2017, repubblica del Nagorno Karabakh).
Forza politica di governo, è guidata da Ashot Ghulyan.
Alle elezioni parlamentari del 2000 si presentò come Unione Democratica dell'Artsakh (ZhAM) all'epoca guidata da Arkadi Ghukasyan, divenuto nel 2002 Presidente del Nagorno Karabakh. Assunse la nuova denominazione nel 2005.
Alle ultime elezioni presidenziali del 2012 ha appoggiato il presidente uscente Bako Sahakyan.
Nell'aprile 2015 è entrato a far parte del partito Alleanza Libera Europea.

## Risultati elettorali

### Elezioni parlamentari
| Elezione          | Voti     | %        | Seggi |
| ----------------- | -------- | -------- | ----- |
| Parlamentari 2000 | Con ZhAM | Con ZhAM | 13    |
| Parlamentari 2005 | 22.393   | 37,6     | 10    |
| Parlamentari 2010 | 18.017   | 27,0     | 7     |
| Parlamentari 2015 | 13.105   | 19,1     | 6     |
| Parlamentari 2020 | 4.269    | 5,8      | 2     |

### Elezioni amministrative
| Elezione            | Capi comunità |
| ------------------- | ------------- |
| Amministrative 2004 | 53            |
| Amministrative 2007 | 38            |
| Amministrative 2011 | 25            |
| Amministrative 2015 | 16            |
| Amministrative 2019 | 12            |